# Lostorf
Lostorf är en ort och kommun i distriktet Gösgen i kantonen Solothurn, Schweiz. Kommunen har 4 088 invånare (2023).